# Hôpital de l'Ancien Vaasa
L'hôpital de l'Ancien Vaasa (finnois : Vanhan Vaasan sairaala) est un hôpital psychiatrique médico-légal situé dans le quartier de Vanha Vaasa à Vaasa en Finlande.

## Présentation
L'hôpital psychiatrique médico-légal est un établissement de soins psychiatriques pour le traitement des patients criminels. Les patients criminels sont des patients qui ont été reconnus coupables d'un crime devant un tribunal mais qui n'ont pas été condamnés pour une infraction pénale.
L'hôpital psychiatrique médico-légal de Vaasa dépend de l'institut national de la santé et du bien-être comme l'hôpital de Niuvanniemi.